# Jam Aunni
Jam Aunni, pseudonimo di Jamal Jgounni (Safi, 5 luglio 1993), è un disc jockey, produttore discografico e remixer marocchino.

## Discografia

### Remixes
| anni | canzoni |
| ---- | --- |
| 2011 | - "E.T." Katy Perry & Kanye West - Jam Aunni Edit) - "My First Kiss" (3OH!3 ft. Kesha Vs. Jam Aunni - Radio Edit) |
| 2012 | - "Love Generation"(Bob Sinclar vs Jam Aunni - Radio Edit) - "Party Rock Anthem"(Jam Aunni Bootleg) - "Love Is Gone"(David Guetta ft Chris Willis Vs. Jam Aunni) |
| 2013 | - "Mr. Saxobeat" (Alexandra Stan Vs. Jam Aunni) - "Gentleman (Psy Vs. Jam Aunni) - "Scream & Shout (will.i.am & Britney Spears Vs. Jam Aunni) - "Skyfall" (Adele Vs. Jam Aunni) (Dubstep Remix) - "Don't You Worry Child" (Swedish House Mafia Vs. Jam Aunni) (Club Mix) - "All My People"Sasha Lopez Vs. Jam Aunni (Jam Aunni Edit) - "Boneless"Steve Aoki Ft. Chris Lake & Tujamo (Jam Aunni Edit) - "This Is Love"will.i.am Ft. Eva Simons (Jam Aunni Remix) - "Run Run Run"Celeste Buckingham Vs. Jam Aunni (Jam Aunni Dubstep Remix) |